# Congela
Congela é um concurso de televisão português apresentado por Pedro Teixeira e transmitido nas noites de sábado na TVI. 
Este programa é a primeira adaptação internacional do formato japonês Freeze, originalmente desenvolvido pelo FANY Studio e Yoshimoto Kogyo para a Prime Video Japão, e adquirido pela TVI através da Fremantle. 

## Temporadas
| Temporada | Temporada | Episódios | Episódios | Originalmente exibido | Originalmente exibido |
| Temporada | Temporada | Episódios | Episódios | Estreia da temporada  | Final da temporada    |
| --------- | --------- | --------- | --------- | --------------------- | --------------------- |
|           | 1         | 8         | 8         | 8 junho de 2024       | 3 agosto 2024         |
|           | 2         | 10        | 10        | 10 agosto de 2024     | 28 setembro 2024      |
|           | 3         | 8         | 8         | 5 outubro de 2024     | 23 novembro 2024      |
|           | 4         | ASA       | ASA       | 26 julho de 2025      | 2025                  |

| Nº | Data                   |
| -- | ---------------------- |
| 1  | 24 de dezembro de 2024 |

## Elenco

### Temporada 1
- Ana Sofia Martins
- Bruno de Carvalho
- Diogo Amaral
- Gabriela Barros (Episódios 1-2)
- Manuel Marques
- Marina Albuquerque (A partir do Episódio 3)
- Matilde Breyner
- Raquel Tillo
- Sara Prata
- Tiago Teotónio Pereira

### Temporada 2
- Diogo Valsassina
- Leonor Seixas
- Nuno Pardal
- Paula Neves
- Patrícia Tavares
- Toy

### Temporada 3
- Bruna Gomes
- Rita Salema
- Sofia Grillo
- Jorge Guerreiro
- Rodrigo Paganelli
- Manuel Melo

### Temporada 4[3]
- Evandro Gomes (Grupo 1)
- Isaac Alfaiate (Grupo 1)
- João Jesus (Grupo 1)
- Angie Costa (Grupo 1)
- Joana Duarte (Grupo 1)
- Marta Gil (Grupo 1)
- Nélson Évora (Grupo 1)
- Silvia Rizzo (Grupo 1)
- Ukra (Grupo 1)
- Alexandra Lencastre (Grupo 2)
- Duarte Gomes (Grupo 2)
- João Bettencourt (Grupo 2)
- Ana Guiomar (Grupo 2)
- Filipe Vargas (Grupo 2)
- Vasco Pereira Coutinho (Grupo 2)
- Inês Herédia (Grupo 2)
- Marco Costa (Grupo 2)
- Miguel Azevedo (Grupo 2)

## Audiências

### 1.ª Temporada
| N.º na temp. | Título       | Exibição original   | Audiências (em milhões) |
| ------------ | ------------ | ------------------- | ----------------------- |
| 1            | "Episódio 1" | 8 de junho de 2024  | 799 500 (19%)           |
| 2            | "Episódio 2" | 15 de junho de 2024 | 786 500 (18,6%)         |
| 3            | "Episódio 3" | 22 de junho de 2024 | 822 700 (19,2%)         |
| 4            | "Episódio 4" | 29 de junho de 2024 | 756 600 (20,3%)         |
| 5            | "Episódio 5" | 13 de julho de 2024 | 591 700 (16%)           |
| 6            | "Episódio 6" | 20 de julho de 2024 | 653 700 (17,1%)         |
| 7            | "Episódio 7" | 27 de julho de 2024 | 595 700 (16,2%)         |
| 8            | "Episódio 8" | 3 de agosto de 2024 | 470 500 (11,3%)         |

### 2.ª Temporada
| N.º na temp. | Título       | Exibição original      | Audiências (em milhões) |
| ------------ | ------------ | ---------------------- | ----------------------- |
| 1            | "Episódio 1" | 10 de agosto de 2024   | 710 900 (18,1%)         |
| 2            | "Episódio 2" | 17 de agosto de 2024   | 680 000 (17,1%)         |
| 3            | "Episódio 3" | 24 de agosto de 2024   | 780 000 (19,1%)         |
| 4            | "Episódio 4" | 31 de agosto de 2024   | 566 799 (13,9%)         |
| 5            | "Episódio 5" | 7 de setembro de 2024  | 701 293 (17,8%)         |
| 6            | "Episódio 6" | 14 de setembro de 2024 | 537 978 (14%)           |